# 陳紅軍
陳紅軍（1987年3月20日—2020年6月15日），男，汉族，甘肃两当人，中国人民解放军少校，中华人民共和国烈士。中国人民解放军陆军新疆军区边防第三六三团机动步兵营营长，在2020年6月中印加勒万河谷冲突中为营救被印军围攻的团长祁发宝而陣亡，被中央军委追授“卫国戍边英雄”荣誉称号，被中共中央追授党内最高荣誉七一勋章。

## 生平
陈红军是甘肅省兩當縣張家鄉張家村人。2009年4月加入中国共产党，同年6月毕业于西北師範大學心理学专业。毕业后，在通过公安特警招录考试后，选择应征加入中国人民解放军。任至新疆军区边防第363团机动步兵营营长。2020年6月，印軍越線搭設帳篷，团长祁發寶帶官兵前出交涉中被印军突袭围困。陈红军带着官兵，突围营救团长而阵亡，团长重伤生还。

## 身后
退役军人事务部褒扬纪念司会同中央军委政治工作部相关部门认真研究情况。当月，包括陈在内的4名官兵全部被评定为烈士。死后葬于兰州市烈士陵园墓地。

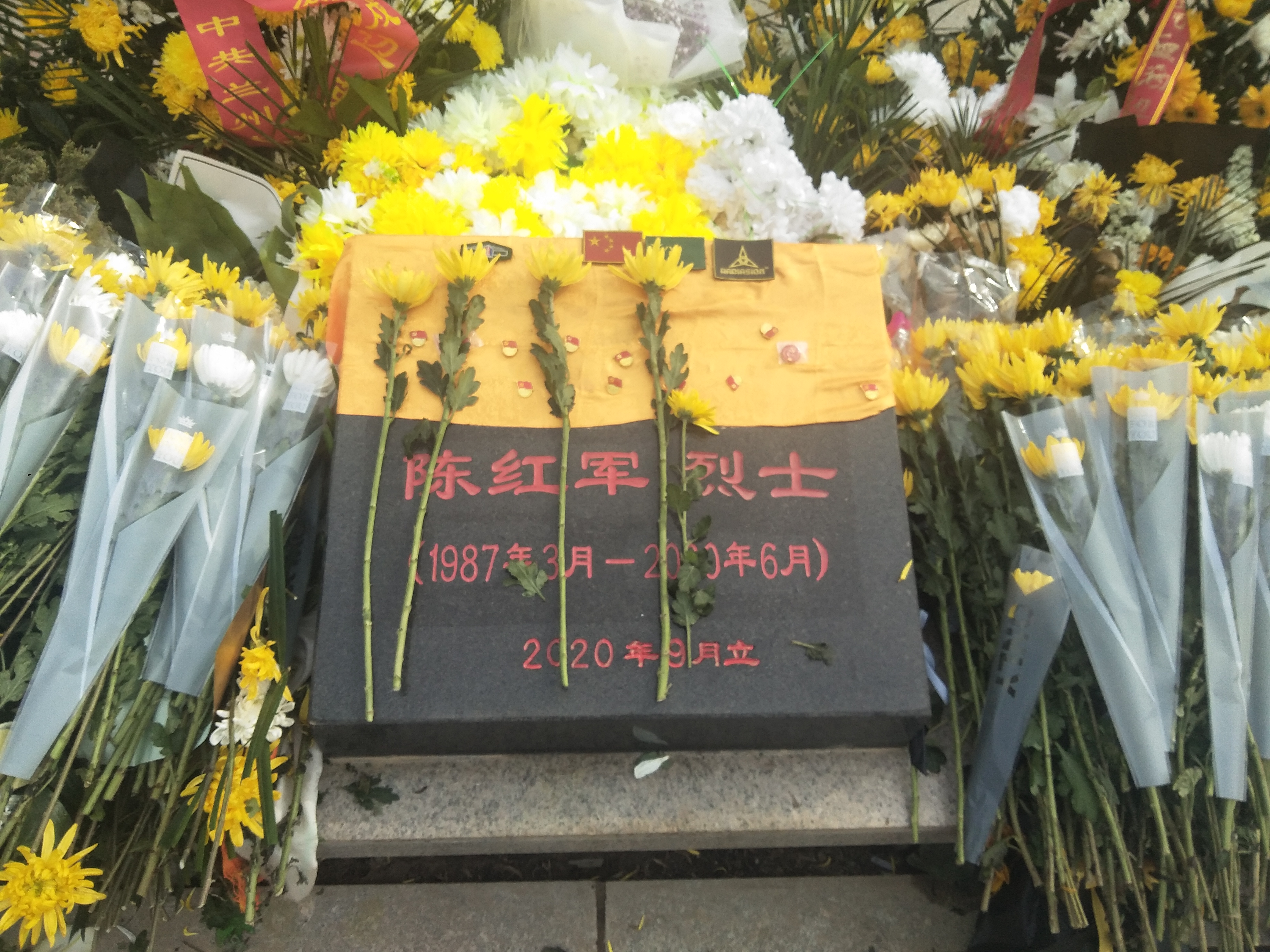
陈红军在兰州市烈士陵园的墓碑。

在陈红军陣亡后，考虑到其妻肖嵌文仍怀有身孕，陕西、甘肃两省退役军人事务部门為其妻提供孕产期服务，並协调其前往西安音乐学院擔任教师。2021年2月21日，兰州市社会各界团体以及多家志愿者团队向陈红军烈士敬献花篮。陈红军烈士的墓碑前，摆满来自各江苏、广东、湖南等省市民众敬献的鲜花。22日，西北师范大学师生代表向陈红军烈士敬献花篮仪式在兰州市烈士陵园举行，仪式上，师生代表向烈士默哀并敬献花篮，西北师范大学副校长邓小娟整理挽联并鞠躬悼念。一些外地无法亲自前来缅怀的群众，通过鲜花外卖的形式，寄送哀思，委托外卖小哥向烈士致敬。
2024年4月，位于两当县的陈红军烈士事迹展陈室开馆。

## 荣誉
2021年2月19日《解放军报》头版报道：已被中央军委追授「衛國戍邊英雄」榮譽稱號及英模奖章。
2021年6月29日，被中共中央追授中國共產黨功勳榮譽制度中的最高荣誉七一勋章。